# Estadio Nicolau Alayon
Estádio Nicolau Alayon, también conocido como Estádio Comendador Sousa, es un estadio de fútbol ubicado en la ciudad brasileña de São Paulo, estado de São Paulo . Es el estadio del club de fútbol brasileño Nacional Atlético Clube, también conocido como Nacional (SP).
Audax São Paulo y el equipo de rugby Cobras Brasil XV también han utilizado el estadio para sus partidos en casa. Tiene una capacidad máxima de 9.660 personas.  El estadio lleva el nombre del uruguayo Nicolau Alayón, quien fue presidente de Nacional durante la construcción del estadio.  El estadio recibe el apodo de Comendador Sousa por la calle en la que está ubicado. 

## Historia
El estadio fue inaugurado el 14 de mayo de 1938, cuando Corinthians venció a Nacional por 2-1. El primer gol del estadio lo marcó Carlos Leite de Nacional. 
El récord de asistencia al estadio actualmente es de 22.000 personas, establecido el 21 de febrero de 1970, cuando Nacional venció a São Paulo por 1-0. 